# Крайовский университет
Крайовский университет (рум. Universitatea din Craiova) — государственное высшее учебное заведение в румынском городе Крайова.

## История
Основан как Высшая школа сельского хозяйства в 1947 году. В 1948 на его базе был создан сельскохозяйственный институт. В 1951 в Крайове возник Технический институт, а в 1959 году и педагогический институт.
В 1965 году решением правительства Румынии был создан Крайовский университет.
Размещается в бывшем Дворце юстиции города в здании, построенном в неоклассическом стиле.

## Факультеты
Университет включает в себя 16 факультетов, 2 колледжа и несколько исследовательских центров:
- Филологический факультет
- Факультет математики и естественных наук
- Факультет химии
- Факультет физики
- Факультет социальных наук
- Факультет богословия
- Факультет физического воспитания и спорта
- Факультет сельского хозяйства
- Факультет садоводства
- Факультет права и административных наук
- Факультет экономики и делового администрирования
- Факультет электротехники
- Факультет машиностроения
- Факультет электромеханики и инженерии
- Факультет автоматизации, компьютеризации и электроники
- Факультет инженерии и менеджмента технологических систем.

Известен на международном уровне, благодаря футбольному клубу «Университатя», неоднократному чемпиону Румынии и обладателю Кубка Румынии по футболу.

## Анналы Крайовского университета
Университет издаёт научный журнал «Анналы Крайовского университета» (рум. Analele Universitatii din Craiova), входящий в наукометрическую базу данных Scopus.

## Персоналии
- Брынзэ, Ана Мария
- Вукобратович, Миомир
- Георге, Тудор
- Замфир, Кристина
- Иероним II (архиепископ Афинский)
- Попеску, Вирджил-Даниэль